# Scott Eastwood
Scott Eastwood, született Scott Clinton Reeves (Monterey, Monterey megye, Kalifornia, 1986. március 21. –) amerikai színész és modell, Clint Eastwood fia.
Szerepelt apja A dicsőség zászlaja (2006), a Gran Torino (2008) és az Invictus – A legyőzhetetlen (2009) című filmrendezéseiben, illetve az idősebb Eastwood főszereplésével készült 2012-es Az utolsó csavarban is. Egyéb filmjei közé tartozik A texasi láncfűrészes – Az örökség (2013), a Harag (2014), a Hosszú utazás (2015), a Snowden (2016), a Halálos iramban 8. (2017), a Kipörgetve (2017) és a Tűzgyűrű: Lázadás (2018).

## Élete és pályafutása

### Fiatalkora és családja
Eastwood Scott Clinton Reeves néven született 1986. március 21-én a kaliforniai Monterey-félsziget közösségi kórházában, Monterey-ben. Clint Eastwood színész-rendező és Jacelyn Reeves légiutas-kísérő fia. Van egy Kathryn nevű húga, aki két évvel utána, 1988-ban született, és hat apai féltestvére: Laurie (sz. 1954), Kimber (sz. 1964), Kyle (sz. 1968), Alison (sz. 1972), Francesca (sz. 1993) és Morgan (sz. 1996). Eastwood tízéves koráig Carmel-by-the-Sea-ban nevelkedett, majd édesanyjával Hawaiira költözött. Négy évet töltött Hawaiin, mielőtt visszatért Kaliforniába, ahol a Carmel Középiskolában végzett. A Los Angeles-i Loyola Marymount Egyetemre járt, ahol 2008-ban kommunikációs szakon diplomázott.

### Színészi pályafutása
Színészi karrierje kezdetén a Scott Reeves nevet választotta, elkerülve a világhírű édesapja vezetéknevéből származó, esetleges jogtalan szakmai előnyöket. Kisebb szerepeket játszott Clint Eastwood Gran Torino (2008) és Invictus – A legyőzhetetlen (2009) című filmjeiben, utóbbiban Joel Stransky rögbijátékost formálta meg. Egy 2015-ös interjújában elmesélte, hogy jelentkezett apja 2014-ben bemutatott Amerikai mesterlövész című filmjébe, de visszautasították.
2010-ben az Enter Nowhere című lélektani thriller főszerepét kapta meg, 2014-ben David Ayer Harag című háborús filmjének mellékszereplője volt, 2015-ben Taylor Swift "Wildest Dreams" című dalának videóklipjében tűnt fel. Szintén 2015-ben Britt Robertson partnereként szerepelt a Nicholas Sparks azonos című regényéből készült Hosszú utazás című romantikus drámában.
2016-ban a Suicide Squad – Öngyilkos osztag című DC Comics képregényfilmben kapott szerepet. Ugyanebben az évben Eastwood Oliver Stone rendező Edward Snowden életét feldolgozó Snowden című életrajzi drámájában játszott, Joseph Gordon-Levitt és Shailene Woodley oldalán.
2017-ben egy különleges ügynököt alakított a Halálos iramban 8. című akciófilmben és feltűnt a Kipörgetve című akcióthrillerben is. 2018-ban egy sci-fi-film, a Tűzgyűrű: Lázadás főszereplője volt.

### Magánélete
2016 augusztusában beszélt először a nyilvánosság előtt élete egyik nagy tragédiájáról. Barátnője, Jewel Brangman modell 2014. szeptember 7-én hunyt el autóbalesetben, egy meghibásodott légzsák miatt.
Eastwood brazil dzsúdzsucut is tanult, miután a néhai Paul Walker rávette őt a harcművészetekre.

## Filmográfia

### Film
| Év   | Magyar cím                            | Eredeti cím                                           | Szerep                                  | Magyar hang     | Rendező               |
| ---- | ------------------------------------- | ----------------------------------------------------- | --------------------------------------- | --------------- | --------------------- |
| 2006 | A dicsőség zászlaja                   | Flags of Our Fathers                                  | Roberto Lundsford                       | Moser Károly    | Clint Eastwood (1.)   |
| 2007 | An American Crime: Bűnök              | An American Crime                                     | Eric Destroy                            |                 | Tommy O'Haver         |
| 2007 | Büszkeség                             | Pride                                                 | Jake Ballers                            | Kovács Benjámin | Sunu Gonera           |
| 2008 |                                       | Player 5150                                           | Brian Vicks                             |                 | David Michael O'Neill |
| 2008 | Gran Torino                           | Gran Torino                                           | Trey Harmful                            |                 | Clint Eastwood (2.)   |
| 2009 | Shannon szivárványa                   | Shannon's Rainbow                                     | Joey Milton                             |                 | Frank E. Johnson      |
| 2009 | Invictus – A legyőzhetetlen           | Invictus                                              | Joel Stransky                           | Takátsy Péter   | Clint Eastwood (3.)   |
| 2011 |                                       | Thule (rövidfilm)                                     | Amn. D.W. Anderson pilóts               |                 | Robert Scott Wildes   |
| 2011 |                                       | Enter Nowhere                                         | Tom Deep                                |                 | Jack Heller           |
| 2011 |                                       | The Lion of Judah                                     | Jack Leones (hangja)                    |                 | Deryck Broom          |
| 2011 | Roger Hawkins                         | The Lion of Judah                                     | Jack Leones (hangja)                    |                 |                       |
| 2011 |                                       | The Forger                                            | Ryan Felter                             |                 | Lawrence Roeck        |
| 2012 | Az utolsó csavar                      | Trouble with the Curve                                | Billy Clark                             | Molnár Áron     | Robert Lorenz         |
| 2012 | Mavericks – Ahol a hullámok születnek | Chasing Mavericks                                     | Gordy (stáblistán nem szerepel)         |                 | Curtis Hanson         |
| 2012 | Mavericks – Ahol a hullámok születnek | Chasing Mavericks                                     | Gordy (stáblistán nem szerepel)         | Michael Apted   |                       |
| 2013 | A texasi láncfűrészes – Az örökség    | Texas Chainsaw 3D                                     | Carl Hartman rendőr                     | Dévai Balázs    | John Luessenhop       |
| 2014 | Harag                                 | Fury                                                  | Miles őrmester                          | Horváth Illés   | David Ayer (1.)       |
| 2014 |                                       | The Perfect Wave                                      | Ian McCormack                           |                 | Bruce Macdonald       |
| 2014 |                                       | Dawn Patrol                                           | John Piper                              |                 | Daniel Petrie Jr.     |
| 2015 |                                       | The Bachelor with Dogs and Scott Eastwood (rövidfilm) | önmaga                                  |                 | Andrew Bush           |
| 2015 | Hosszú utazás                         | The Longest Ride                                      | Luke Collins                            | Papp Dániel     | George Tillman Jr.    |
| 2015 |                                       | Diablo                                                | Jackson                                 |                 | Lawrence Roeck        |
| 2015 |                                       | Mercury Plains                                        | Mitch Davis                             |                 | Charles Burmeister    |
| 2016 | Snowden                               | Snowden                                               | Trevor James                            | Szabó Máté      | Oliver Stone          |
| 2016 | Suicide Squad – Öngyilkos osztag      | Suicide Squad                                         | GQ Edwards hadnagy                      | Orosz Ákos      | David Ayer (2.)       |
| 2017 |                                       | Walk of Fame                                          | Drew                                    |                 | Jesse Thomas          |
| 2017 | Halálos iramban 8.                    | The Fate of the Furious                               | Eric Reisner / Kis Senki                | Fehér Tibor     | F. Gary Gray          |
| 2017 | Az éjszaka törvénye                   | Live by Night                                         | Aiden "Danny" Coughlin (törölt jelenet) | Nem szólal meg  | Ben Affleck           |
| 2017 | Kipörgetve                            | Overdrive                                             | Andrew Foster                           | Fehér Tibor     | Antonio Negret        |
| 2018 | Tűzgyűrű: Lázadás                     | Pacific Rim: Uprising                                 | Nathan Lambert                          | Fenyő Iván      | Steven S. DeKnight    |
| 2020 | A helyőrség                           | The Outpost                                           | Clint Romesha törzsőrmester             | Dévai Balázs    | Rod Lurie             |
| 2021 | Egy igazán dühös ember                | Wrath of Man                                          | Jan                                     | Fehér Tibor     | Guy Ritchie           |
| 2021 | Veszélyes                             | Dangerous                                             | Dylan "D" Forrester                     | Dévai Balázs    | David Hackl           |
| 2022 | Jöjj vissza hozzám!                   | I Want You Back                                       | Noah                                    | Bozsó Péter     | Jason Orley           |
| 2023 | Halálos iramban 10.                   | Fast X                                                | Eric Reisner / Kis Senki                | Fehér Tibor     | Louis Leterrier       |
| 2024 | 1992                                  | 1992                                                  | Riggin Bigby                            | Fehér Tibor     | Ariel Vromen          |
| 2025 | Alarum                                | Alarum                                                | Joe Travers                             | Fehér Tibor     | Michael Polish        |
| 2025 | Ólomkatona                            | Tin Soldier                                           | Nash Cavanaugh                          | Dévai Balázs    | Brad Furman           |
| 2025 | Regretting You – Elrontott életek     | Regretting You                                        | Chris Grant                             |                 | Josh Boone            |

### Televízió
| Év   | Magyar cím      | Eredeti cím  | Szerep            | Megjegyzések                       |
| ---- | --------------- | ------------ | ----------------- | ---------------------------------- |
| 2013 | Lángoló Chicago | Chicago Fire | Jim Barnes rendőr | vendégszereplő (2 epizód)          |
| 2014 | Bűnös Chicago   | Chicago PD   | Jim Barnes rendőr | 1 epizód (stáblistán nem szerepel) |

### Videóklipek
| Év   | Előadó       | Cím            | Szerep                           |
| ---- | ------------ | -------------- | -------------------------------- |
| 2015 | Taylor Swift | Wildest Dreams | Robert Kingsley (Swift szerelme) |

## Fordítás
- Ez a szócikk részben vagy egészben  a   Scott Eastwood című angol Wikipédia-szócikk fordításán alapul.  Az eredeti cikk szerkesztőit annak laptörténete sorolja fel. Ez a jelzés csupán a megfogalmazás eredetét és a szerzői jogokat jelzi, nem szolgál a cikkben szereplő információk forrásmegjelöléseként.